# Surry (Nou Hampshire)
Surry és una població dels Estats Units a l'estat de Nou Hampshire. Segons el cens del 2000 tenia 673 habitants.

## Demografia
Segons el cens del 2000, Surry tenia 673 habitants, 268 habitatges, i 206 famílies. La densitat de població era de 16,7 habitants per km².
Dels 268 habitatges en un 30,6% hi vivien nens de menys de 18 anys, en un 69,8% hi vivien parelles casades, en un 6% dones solteres, i en un 22,8% no eren unitats familiars. En el 18,7% dels habitatges hi vivien persones soles el 7,8% de les quals corresponia a persones de 65 anys o més que vivien soles. El nombre mitjà de persones vivint en cada habitatge era de 2,51 i el nombre mitjà de persones que vivien en cada família era de 2,84.
Per edats la població es repartia de la següent manera: un 21,4% tenia menys de 18 anys, un 4,6% entre 18 i 24, un 26,4% entre 25 i 44, un 31,6% de 45 a 60 i un 15,9% 65 anys o més.
L'edat mediana era de 44 anys. Per cada 100 dones de 18 o més anys hi havia 98,9 homes.
La renda mediana per habitatge era de 56.964$ i la renda mediana per família de 60.179$. Els homes tenien una renda mediana de 34.464$ mentre que les dones 22.250$. La renda per capita de la població era de 24.277$. Entorn del 0,5% de les famílies i l'1,8% de la població estaven per davall del llindar de pobresa.